# 上阪徹
上阪 徹（うえさか とおる、1966年〈昭和41年〉5月11日 - ）は、日本の著作家、ブックライター、日本文藝家協会会員。兵庫県豊岡市出身、早稲田大学商学部卒業。

## 経歴
兵庫県豊岡市の田んぼや畑が囲まれた風光明媚な地域で、農家の長男に生まれる。2人の姉を持つ末っ子長男で、父からは農家を継ぐように言われて育った。豊岡市立三江小学校、豊岡市立豊岡南中学校、兵庫県立豊岡高等学校、早稲田大学商学部を卒業。
中学、高校時代はバスケットボール部に所属。ロックやヘヴィメタルなどのバンド活動に夢中になる。大学時代は、音楽サークル、フュージョンマニアに所属。担当はギター。ジャズ・フュージョンを中心に演奏するインストゥルメンタル専門サークル。
1989年（平成元年）4月、アパレルメーカーのワールドに入社。東海甲信越エリアの営業に配属。
1990年（平成2年）9月、リクルート・グループが設立した広告制作会社に転職、コピーライターとなる。
1994年（平成6年）11月、フリーランスに。広告、記事、広報物、書籍などを手がける。
2009年（平成21年）4月10日、講談社から初の著書『楽天物語 : 新しい成功のかたち』を出版。楽天市場の顧客と生産者を直結させるビジネスが、どれほど人々を幸せにしているのか。その答えを9人の楽天市場のオーナーさんに取材。答えが明らかになっていく。
2011年（平成23年）宣伝会議「編集・ライター養成講座」講師に就任。
2013年（平成25年）「上阪徹のブックライター塾」を開講。「人が幸せになるお手伝い」を仕事のテーマにする。
2019年（令和元年）日本文藝家協会会員となる。
2024年（令和6年）2月24日、著書『成城石井はなぜ安くないのに選ばれるのか？』がTBSテレビ『熱狂！マニアさん』でクローズアップ。上阪がゲストとして呼ばれる。
現在、著書は50冊超。インタビュー集に、累計40万部を超えるベストセラー『プロ論。』シリーズ、『外資系トップの仕事力』シリーズがある。これまでの取材人数は3000人超、ブックライターとして担当した書籍は100冊以上、携わった書籍の累計売上は200万部を超える。

## 人物
- 好きな言葉は村上春樹の『ノルウェイの森』に出てくる「人生はビスケットの缶だと思えばいいのよ」。ビスケットの缶には美味しいビスケットと美味しくないビスケットがある。仕事が思うようにいかない若い頃は、上手くいかないと「今は美味しくないビスケットを食べている。後で美味しいビスケットを食べられるんだ」と言い聞かせていた。しかし年を重ねて心境が変わっていく。実は、ビスケットが美味しいか美味しくないかは自分が決めていたのだ。美味しくないビスケットも、美味しく食べちゃう人がいる。そしてそれを自分の糧にしてしまう、と[5][6]。
- トレードマークは赤いメガネ。2006年頃からかけている。たまたま鯖江の老舗メガネメーカー、MASUNAGAの100周年記念モデルを二子玉川のメガネのイワキで一目ぼれして買った[6][出典無効]。
- もともと書くことは苦手で嫌いだった。「言葉を見つける仕事」と考えて広告の世界に入ったが「文章を書く仕事」だった[7]。
- 厳格な父で賢く勤勉だった。誰とでもフラットにコミュニケーションを取れる人柄で、地位や見てくれは全く気にしない。困ったことがあれば助けていた。そんな父の口癖は「誰のために生きているのか」。父は三男で、長男が家を出てしまった影響で自分の夢を捨てて実家に戻り、農家を継いだ。自分ではなく家族や周囲の人のために生きている人だった[1]。

## 著書
※ 国立国会図書館「上阪徹」調べ
- 『楽天物語 : 新しい成功のかたち』（講談社、2009年4月10日）　ISBN 978-4062152730
- 『600万人の女性に支持される「クックパッド」というビジネス』（角川書店、2009年5月7日）　ISBN 978-4827550719
- 『超高齢社会における新介護経営 : 善光会「理念」×「仕組み」×「やりぬく力」の経営』（幻冬舎、2010年2月1日）　ISBN 978-4344997196
- 『g2 vol.4』 (講談社、2010年6月4日）　ISBN 978-4062843546
- 『「カタリバ」という授業 : 社会起業家と学生が生み出す"つながりづくり"の場としくみ』（英治出版、2010年9月24日）　ISBN 978-4862760876
- 『g2 vol.6』（講談社、2010年12月4日）　ISBN 978-4062843560
- 『プロ文章論 : 書いて生きていく』（ミシマ社、2010年11月26日）　ISBN 978-4903908236
- 『預けたお金が問題だった。 : マネックス松本大が変えたかったこと』（ダイヤモンド社、2011年1月15日）　ISBN 978-4478011799
- 『「銀行マン」のいない銀行が4年連続顧客満足度1位になる理由 : ソニー銀行急成長の秘密』（幻冬舎、2011年8月26日）　ISBN 978-4344997882
- 『文章は「書く前」に8割決まる』（サンマーク出版、2011年9月21日）　ISBN 978-4763131805
- 『会話は「聞く」からはじめなさい : 初対面でも自然と話が続く56の心得』（日本実業出版社、2012年8月25日）　ISBN 978-4534049865
- 『リブセンス : 生きる意味 : 25歳の最年少上場社長村上太一の人を幸せにする仕事』（日経BP社、2012年8月30日）　ISBN 978-4822249199
- 『成功者3000人の言葉 : 人生をひらく99の基本』（飛鳥新社、2013年5月31日）　ISBN 978-4864102469
- 『職業、ブックライター。 : 毎月1冊10万字書く私の方法』（講談社、2013年11月12日）　ISBN 978-4062186957
- 『僕がグーグルで成長できた理由(わけ) : 挑戦し続ける現場で学んだ大切なルール』（日本経済新聞出版社、2014年2月1日）　ISBN 978-4532319298
- 『成城石井はなぜ安くないのに選ばれるのか?』（あさ出版、2014年6月24日）　ISBN 978-4860636999
- 『弁護士ドットコム : 困っている人を救う僕たちの挑戦』（元榮太一郎と共著、日経BP社、2015年1月17日）　ISBN 978-4822250621
- 『上阪徹 明日からやる気がでる!星空名言集』（宝島社、2015年1月21日）　ISBN 978-4800236715
- 『「胸キュン」で100億円 : 恋愛ゲームで世界一。上場企業ボルテージのヒットのマニュアルとは?』（KADOKAWA、2015年2月27日）　ISBN 978-4047314153
- 『3000人の成功者に学んだうまくいく人がやっている100のこと』（ヒカルランド、2015年5月13日）　ISBN 978-4864712743
- 『なぜ今ローソンが「とにかく面白い」のか?』（あさ出版、2015年5月25日）　ISBN 978-4860637842
- 『なぜ気づいたらドトールを選んでしまうのか?』（あさ出版、2015年9月17日）　ISBN 978-4860638122
- 『ビジネスマンのための新しい童話の読みかた : 人生の壁を破る35話』（飛鳥新社、2016年3月17日）　ISBN 978-4864104685
- 『できる人の準備力 : やり直し・差し戻しをなくす』（すばる舎、2016年4月19日）　ISBN 978-4799105108
- 『ライザップはなぜ、結果にコミットできるのか』（あさ出版、2016年8月10日）　ISBN 978-4860639105
- 『「聞き方」を変えればあなたの仕事はうまくいく』（文響社、2016年10月26日）　ISBN 978-4905073635
- 『〆切仕事術』（左右社、2016年11月25日）　ISBN 978-4865281644
- 『介護の未来をどうするか? : ニッポン破綻を生き抜く介護論』（実業之日本社、2017年8月9日）　ISBN 978-4408420769
- 『10倍速く書ける超スピード文章術』（ダイヤモンド社、2017年8月24日）　ISBN 978-4478102442
- 『社長の「まわり」の仕事術 (しごとのわ)』（インプレス、2017年11月10日）　ISBN 978-4295002611
- 『あの明治大学が、なぜ女子高生が選ぶNo.1大学になったのか? : 奇跡を起こすブランドポジションのつくり方』（東洋経済新報社、2017年11月17日）　ISBN 978-4492557815
- 『JALの心づかい : グランドスタッフが実践する究極のサービス』（河出書房新社、2018年1月24日）　ISBN 978-4309248431
- 『ビジネスにうまい文章はいらない : 「書き方のマインド」を変える新・文章術55』（大和書房、2018年5月13日）　ISBN 978-4479796503
- 『企画書は10分で書きなさい』（方丈社、2018年5月21日）　ISBN 978-4908925313
- 『マイクロソフト再始動する最強企業』（ダイヤモンド社、2018年8月9日）　ISBN 978-4478102824
- 『家業から100年企業へ : 重慶飯店が年商70億円の龍門グループになれた理由』（日経BP社、2018年9月13日）　ISBN 978-4822257132
- 『これなら書ける!大人の文章講座』（筑摩書房、2019年2月6日）　ISBN 978-4480072047
- 『プロの時間術 : 大人の時間割を使えば、仕事が3倍速くなる!』（方丈社、2019年5月31日）　ISBN 978-4908925474
- 『人生で一番大切なのに誰も教えてくれない幸せになる技術 : think HAPPINESS,not SUCCESS!』（きずな出版、2019年12月14日）　ISBN 978-4866630977
- 『サイバーエージェント突き抜けたリーダーが育つしくみ : なぜ、経営人材と新規事業が続々生み出されるのか?』（日本能率協会マネジメントセンター、2020年2月7日）　ISBN 978-4820731979
- 『職業、挑戦者 : 澤田貴司が初めて語る「ファミマ改革」』（東洋経済新報社、2020年5月22日）　ISBN 978-4492503096
- 『成城石井世界の果てまで、買い付けに。』（自由国民社、2020年7月31日）　ISBN
- 『メモ活 : 「なんでもメモ」で仕事のスピードと質が上がる』（学研プラス、2020年10月15日）　ISBN 978-4054068124
- 『文章の問題地図 : 「で、どこから変える?」伝わらない、時間ばかりかかる書き方』（技術評論社、2020年12月7日）　ISBN 978-4297117221
- 『JALの心づかい : グランドスタッフが実践する究極のサービス』（河出書房新社、2021年4月3日）　ISBN 978-4309418056
- 『人の倍稼ぐフリーランス46の心得』（草思社、2021年6月8日）　ISBN 978-4794225245
- 『1分で心が震えるプロの言葉100』（東洋経済新報社、2021年8月27日）　ISBN 978-4492503324
- 『引き出す力 : 相手が思わず話してしまうひとつ上の「聞く力」』（河出書房新社、2021年9月18日）　ISBN 978-4309300122
- 『子どもが面白がる学校を創る : 平川理恵・広島県教育長の公立校改革』（日経BP、2022年3月10日）　ISBN 978-4296110827
- 『成功者3000人の言葉:読めば今日から人生が好転する! 一流の思考法』（三笠書房、2022年7月19日）　ISBN 978-4837987833
- 『マインド・リセット : 3000人のプロに学んだ』（三笠書房、2022年12月1日）　ISBN 978-4837929208
- 『突き抜けろ : 三木谷浩史と楽天、25年の軌跡』（幻冬舎、2022年12月23日）　ISBN 978-4344039032
- 『文章がすぐにうまく書ける技術 : メモする 選ぶ 並べ替える』（日本実業出版社、2023年1月30日）　ISBN 978-4534059819
- 『安いニッポンからワーホリ! : 最低時給2000円の国で夢を見つけた若者たち』（東洋経済新報社、2023年11月1日）　ISBN 978-4492224151
- 『ブランディングという力 : パナソニックはなぜ認知度をV字回復できたのか』（プレジデント社、2023年12月19日）　ISBN 978-4833452373

## 出演

### 雑誌
※ 国立国会図書館「上阪徹」調べ
- 『Forbes JAPAN』（リンクタイズ） - 連載「上阪徹の名言百出」
- 『ダイヤモンドオンライン』（ダイヤモンド社）- 連載「定番読書」
- 『週刊現代』（講談社）- 連載「社長めし」
- 『現代ビジネス』（講談社）- 連載「ロングセラー物語」
- 『GOETHE』（幻冬舎）- 連載「相師相愛」
- 『AERA』（朝日新聞出版）- 連載「現代の肖像」